# Birodalmi Információs és Propagandaminisztérium
A Birodalmi Információs és Propagandaminisztérium (németül: Reichsministerium für Volksaufklärung und Propaganda; röviden RMVP), más néven Propagandaminisztérium (németül: Propagandaministerium) ellenőrizte a teljes sajtó, az irodalom, a vizuális művészetek, a film, a színház, a zene és a rádió tartalmát a nemzetiszocialista Németországban.
A minisztériumot a náci propaganda központi intézményeként hozták létre nem sokkal a párt 1933. januári országos hatalomátvétele után. A Hitler-kormányban Joseph Goebbels is helyet kapott birodalmi miniszteri rangban mint propagandaminiszter (Propagandaminister). Tisztsége révén ellenőrzést gyakorolt az összes német sajtóorgánum és művészeti ág felett. 
A miniszteri tisztséget Goebbelsen kívül Werner Naumann viselte, aki a Hitler halála utáni Goebbels-kormányban kapta meg a tárcát.

## Létrehozás és funkciók
Nem sokkal az 1933. márciusi Reichstag-választás után Adolf Hitler törvénytervezetet nyújtott be a minisztérium létrehozásáról. Néhány nem nemzetiszocialista miniszter szkepticizmusa ellenére Hitler végigvitte a határozatot. 1933 március 3-án Paul von Hindenburg birodalmi elnök rendeletet adott ki a Birodalom Információ- és Propagandaminisztériumának (Reichsministerium für Volksaufklärung und Propaganda) felállításáról. Abban az időben a német „propaganda” szó értéksemleges volt. A minisztérium mai szóhasználatával úgy is értelmezhető, hogy nagyjából „kulturális, média- és közkapcsolati minisztérium” volt.
A minisztérium a 18. századi Ordenspalais épületbe költözött a berlini birodalmi kancelláriával szemben, amelyet akkor a birodalmi kormány sajtóosztálya (Vereinigten Presseabteilung der Reichsregierung) használt, melynek feladata volt a Weimari Köztársaság, majd a náci Németország hivatalos sajtóközleményeinek koordinálása.
A minisztériumot Joseph Goebbelsre bízták, aki 1930 áprilisa óta a náci párt birodalmi propagandavezetője volt. Az 1933. június 30-i rendelettel számos más minisztérium funkciója átkerült az új minisztérium hatáskörébe. Az új minisztérium feladata az volt, hogy az ország számára központosítsa a náci ellenőrzést a német kulturális, tömegtájékoztatási és szellemi élet minden vonatkozása felett.
Az RMVP folyamatosan nőtt. 1933-ban kezdődött öt részleggel és 350 alkalmazottal. Az új tervekben már 7 részleg szerepelt:
- Közigazgatás és Jog (I)
- Propaganda (II)
- Műsorszórás (III)
- Sajtó (IV)
- Film (V)
- Színház, Zene és Művészet (VI)
- Biztonság (VII)[7][1]

1939-ig 2000 alkalmazott dolgozott 17 osztályon. 1933 és 1941 között az RMVP költségvetése 14-ről 187 millió birodalmi márkára nőtt. Goebbels birodalmi miniszter végül három államtitkárt és az általuk vezetett osztályokat irányította:
- I. államtitkár – Walther Funk (1933–1937), Otto Dietrich (1937–1945): német sajtó, külföldi sajtó, folyóirat.
- II. államtitkár – Karl Hanke (1937–1940), Leopold Gutterer (1940–1944), Werner Naumann (1944–1945): költségvetés, jog, propaganda, műsorszórás, film, személyzet, nemzetvédelem, külügy, színház, zene, Irodalom, vizuális művészetek
- III. államtitkár – Hermann Esser (1935–1945): Turizmus

## Miniszterek listája
| Portré | Miniszter                                            | Hivatal kezdete   | Hivatal vége      | Párt  | Párt | Kormány  |
| ------ | ---------------------------------------------------- | ----------------- | ----------------- | ----- | ---- | -------- |
|        | Reichsleiter dr. Joseph Goebbels birodalmi miniszter | 1933. március 13. | 1945. április 30. | NSDAP |      | Hitler   |
|        | Brigadeführer Werner Naumann birodalmi miniszter     | 1945. április 30. | 1945. május 2.    | NSDAP |      | Goebbels |

## Befolyás a sajtóra, filmre és a rádióra

### Sajtó
A sajtóellenőrzés fő eszköze a Birodalmi Sajtótájékoztató volt. 1933. július 1-jétől kezdődően naponta tartottak sajtótájékoztatókat az RMVP-ben. Az 1933 és 1945 között kiadott sajtóközlemények száma 80 000 és 100 000 között volt. A sajtó képviselői gyakran nagyon részletes utasításokat kaptak arra vonatkozóan, hogy mely jelentéseket és milyen formában kell közzétenni. Az utasítások a jelentés minden részét érintették, és néha egészen banális eseményeket is tárgyaltak. Tiltásokat és kifejezett nyelvi szabályozást eleinte ritkán adtak ki, hogy elkerüljék a napi sajtó teljes egységességét. Az RMVP a sajtóellenőrzés helyett a közvetett cenzúra híve volt: a megjelent cikkek áttekintése után a minisztérium vagy dicsérettel vagy a cikk visszavonásával, és a szerző elbocsájtásával "jutalmazta" a szerkesztőket és újságírókat.
A Birodalmi Sajtótájékoztató résztvevői kötelesek voltak megsemmisíteni a nekik kiadott utasításokat azok végrehajtása után. Azok az újságok, amelyeknek nem voltak berlini tudósítói, írásban „Bizalmas információként” kapták meg az utasításokat. A Deutsche Allgemeine Zeitung, a Berliner Tageblatt és a Frankfurter Zeitung voltak felelősek az RMVP cikkjeinek megírására. Walter Schwerdtfeger újságírót hazaárulás címszó alatt 1945-ig bebörtönözték, mert az RMVP utasításait továbbította a külföldi sajtónak.
További sajtótájékoztatókra is sor került más témákban, mint például a kultúra és az üzleti élet. Az RMVP 1938 márciusa után naponta kétszer, a Külügyminisztérium pedig naponta egyszer tartott sajtótájékoztatót a külföldi sajtó tudósítói számára.

### Film
1934 február 9-én a Birodalmi Film Csoport (Reichsfachschaft Film) mondott beszédében Goebbels a filmet "a tömegek befolyásolásának egyik legmodernebb és legmesszebbmenő eszközeként" jellemezte.
A filmosztály vezetője, akárcsak maga Goebbels, ötleteket, témákat javasolhatott, forgatókönyveket rendelhetett meg, és minden rendelkezésére álló eszközzel támogathatta azokat a filmeket, amelyek például katonai vagy külpolitikai érdekeket szolgáltak. Neki és Goebbelsnek joga volt kitisztítani az "ízlési hibákat" és a "művészi hibákat", és teljesen leállítani a népszerűtlen filmprojekteket. A birodalmi filmtörvény 1934-es felülvizsgálata után a „nemzetiszocialista, erkölcsi vagy művészi érzékenység megsértése” szerepelt a tiltás indokaként. Minden filmprojektet jóvá kellett hagyni a forgatás megkezdése előtt, miután a birodalmi filmdramaturg ellenőrizte a forgatókönyvet.

### Rádió
Az 1933. június 30-i rendelettel minden regionális műsorszolgáltató társaságokat erőszakkal alárendeltek az RMVP-nek. Goebbels kezdeményezésére 1940 júniusától kezdődően minden rádió egységes műsort sugárzott a Birodalom számára. 

## Fordítás
Ez a szócikk részben vagy egészben  a   Reich Ministry of Public Enlightenment and Propaganda című angol Wikipédia-szócikk ezen változatának fordításán alapul.  Az eredeti cikk szerkesztőit annak laptörténete sorolja fel. Ez a jelzés csupán a megfogalmazás eredetét és a szerzői jogokat jelzi, nem szolgál a cikkben szereplő információk forrásmegjelöléseként.